# Fandango (muziek)

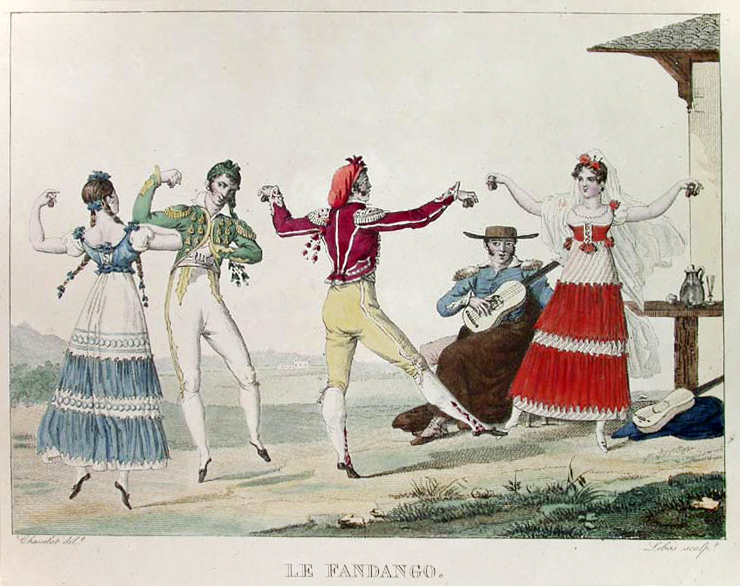
Fandango; tekening door Pierre Chasselat (1753-1814)

De fandango is een dansvorm in driekwartsmaat, oorspronkelijk gezongen, maar in de loop der tijd steeds vaker puur instrumentaal uitgevoerd. Zij heeft een karakteristiek ritme van een kwart, vier zestienden en opnieuw een kwart, en bestaat uit een copla (couplet of strofe) en een estribillo (refrein). Rond het midden van de 18e eeuw dook de fandango op in Spanje, om zich over het gehele Spaanse grondgebied te verspreiden, met uitzondering van Catalonië. Er bestaan tal van varianten die vernoemd zijn naar de plaats (de fandango van Alosno, Cartagena, Lucena enzovoort) of de streek (Málaga, Taranta enzovoort). In het Spaanse taalgebied onderscheidt men de fandanguillo (de fandango als dans) en de fandango (uitsluitend gezongen). Een karakteristiek kenmerk van de Spaanse dans is het gebruik van gitaar en castagnetten.
Een opmerkelijke fandango – met castagnetten – is verwerkt in het gitaarkwintet in d groot van Luigi Boccherini. Mozart maakte een vrije bewerking van een Andalusische fandango in het ballet uit het derde bedrijf van Le nozze di Figaro.

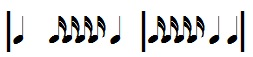
Typisch fandangoritme in driekwartsmaat

- Gemeinsame Normdatei: 4416956-5
- Nationale Bibliotheek van Israël: 987007398333705171